# Władysław Jan Rynkszelewski
Władysław Jan Rynkszelewski herbu Lubicz – oboźny żmudzki w latach 1709-1710, ciwun wieszwiański w 1708 i 1710 roku, mostowniczy żmudzki w latach 1697-1709, skarbnik inflancki w 1692 roku, podczaszy połocki w 1689 roku.
W 1697 roku był elektorem Augusta II Mocnego z Księstwa Żmudzkiego.